# Antonio Maria Panebianco
Antonio Maria Panebianco OFMConv. (ur. 13 sierpnia 1808 − zm. 21 listopada 1885) − włoski kardynał.

## Życiorys
Pochodził z Terranova, z bogatej szlacheckiej rodziny. Na chrzcie nadano mu imię Niccolò. W 1823 wstąpił do zakonu franciszkanów konwentualnych i przyjął imię Antonio Maria. W 1836 uzyskał doktorat z teologii na uczelni Collegio S. Bonaventura w Rzymie. Następnie był profesorem teologii w seminarium duchownym w Katanii. W 1853 został prowincjałem swojego zakonu na Sycylii. Papież Pius IX zaangażował go w prace Kurii Rzymskiej, mianując go konsultorem kilku kongregacji. W 1858 razem z arcybiskupem Antonio Saverio De Luca, nuncjuszem w Austrii, przebywał z misją dyplomatyczną w austriackiej prowincji Siedmiogród, w celu rozwiązania kontrowersji między rządem w Wiedniu a Stolicą Apostolską dotyczących mieszanych małżeństw w tej prowincji. Wynegocjowane przez nich porozumienie satysfakcjonowało obie strony.
Na konsystorzu 27 września 1861 otrzymał nominację na kardynała-prezbitera. Odmówił przyjęcia oferowanego mu awansu do diecezji suburbikarnej oraz na stanowisko kamerlinga Świętego Kościoła Rzymskiego. Prefekt św. Kongregacji ds. Odpustów i Świętych Relikwii od 1863 do 1867, następnie wielki penitencjariusz (1867–1877). Uczestniczył w Soborze Watykańskim I i konklawe 1878. 30 marca 1882 został mianowany sekretarzem Kongregacji św. Oficjum Inkwizycji, jednak niespełna rok później (25 stycznia 1883) zrezygnował z tej funkcji ze względu na stan zdrowia. Zmarł w Rzymie po długiej chorobie.